# ساشا کلمنس
ساشا کلمنس (انگلیسی: Sacha Clémence؛ زادهٔ ۱ ژوئن ۱۹۸۸) بازیکن فوتبال اهل فرانسه است.
از باشگاه‌هایی که در آن بازی کرده‌است می‌توان به باشگاه فوتبال بوردو و باشگاه فوتبال آنژه اشاره کرد.